# اچ‌ام‌اس استاتیک (کی۲۸۱)
اچ‌ام‌اس استاتیک (کی۲۸۱) (به انگلیسی: HMS Statice (K281)) یک کشتی بود که طول آن ۲۰۵ فوت (۶۲ متر) بود. این کشتی در سال ۱۹۴۲ ساخته شد.